# Evergreen Aviation Museum

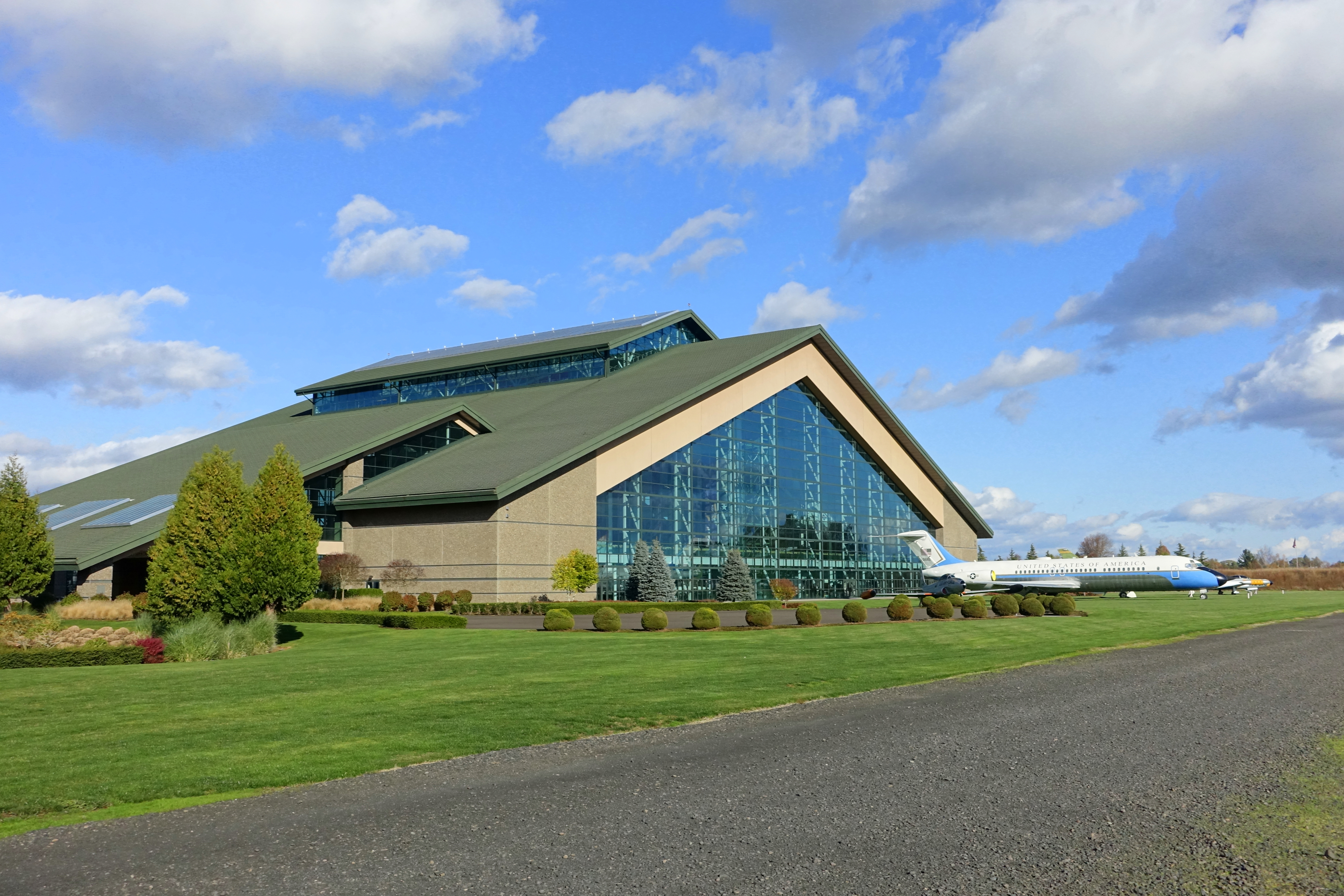
Evergreen Aviation Museum

Het Evergreen Aviation Museum is een luchtvaartmuseum in McMinnville in de Amerikaanse staat Oregon, met zowel militaire toestellen als vliegtuigen uit de burgerluchtvaart. De belangrijkste attractie is de Spruce Goose, 's werelds grootste propelleraangedreven vliegtuig dat door Howard Hughes werd gebouwd.
Het museum is gelegen vlak bij het voormalig hoofdkantoor van Evergreen International Airlines, en werd opgericht door Michael Smith, een voormalig Air Force-piloot.